# Die Rampe (Mahnmal)

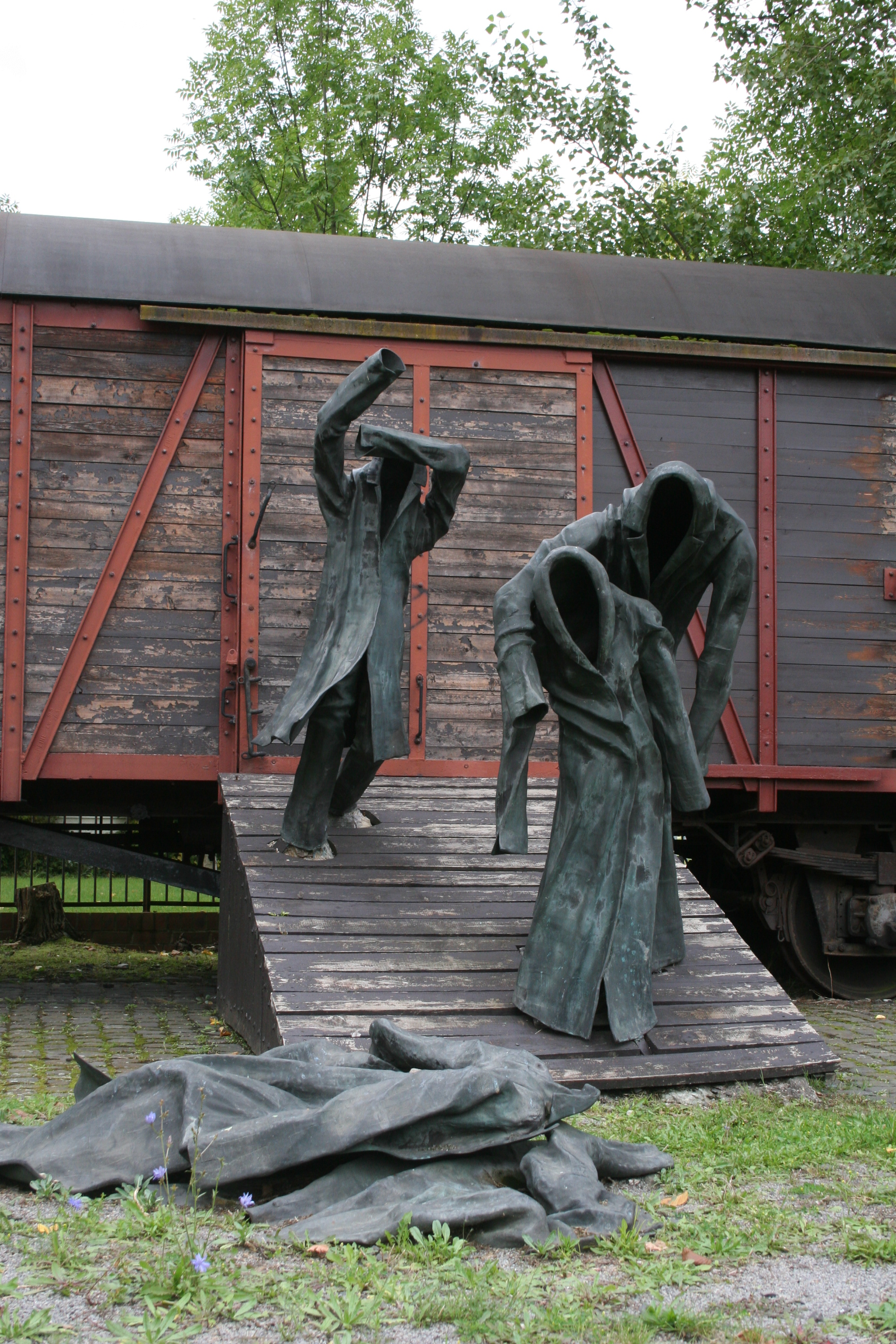
Die Rampe am neuen Standort an der Moritzstraße in Kassel

Die Rampe ist ein Mahnmal der deutschen Künstlerin E. R. Nele, das an die Deportation und Vernichtung der europäischen Juden in der Zeit des Nationalsozialismus erinnert. In den NS-Vernichtungslagern war „Rampe“ die Bezeichnung des Bahnsteigs, auf den die Juden aus den Waggons der Deportationszüge getrieben wurden. Die Installation wurde am 8. Mai 1985, vierzig Jahre nach dem Ende des Zweiten Weltkriegs, auf dem Gelände der damaligen Gesamthochschule und heutigen Universität Kassel eingeweiht. Der Ort wurde auch deshalb gewählt, weil sich hier das frühere Henschel-Gelände befunden hatte, wo während der Kriegsjahre bis zu 6000 Zwangsarbeiter beschäftigt wurden.
Die Installation besteht aus einem Güterwaggon, aus dessen Ladetür körperlose Figuren über eine Rampe drängen und am Boden in sich zerfallen. Die ursprüngliche Umgebung bestand aus gepflasterten Granit, der eingefriedet von Gitterzäunen das Mahnmal zur Straße hin abgrenzte. Zudem wurde die Installation ursprünglich von einer Betonsäule und einigen Robinien gerahmt.
Nach einem Brandanschlag wurde das Mahnmal 1992 wiederhergestellt und 2001 restauriert. Im Jahr 2011 wurde es im Zuge der Baumaßnahmen zur Erweiterung der Universität Kassel zeitweise demontiert und eingelagert.
Im März 2017 wurde das Kunstwerk von seinem alten Standort vor einen Neubau der Universität Kassel umgesetzt.